# Irmãos Robert
Os Irmãos Robert foram dois irmãos Franceses. Anne-Jean Robert (1758–1820) e Nicolas-Louis Robert  (1760–1820) foram os engenheiros que construiram o primeiro balão a hidrogênio do Mundo para o professor Jacques Charles; este balão foi lançado do centro de Paris em 27 de Agosto de 1783.. Eles também construiram o primeiro balão tripulado a hidrogênio, e em 1 de Dezembro de 1783, Nicolas-Louis acompanhado por Jacques Charles efetuaram um voo de 2 horas e 5 minutos. Como eles levaram um barômetro e um termômetro, este foi o primeiro voo de balão a prover dados meteorológicos da atmosfera acima da superfície da Terra.
Os irmãos Robert fizeram experimentos com um balão a hidrogênio de formato elíptico alongado o qual eles tentaram didecionar usando guarda-chuvas amarrados a remos. Em Setembro de 1784 os irmãos Robert voaram 186 km de Paris a Beuvry, o primeiro voo do mundo de mais de 100 km.